# 13-Hydroperoxy-9,11,15-octadecatriensäure
13-Hydroperoxy-9Z,11E,15Z-octadecatriensäure (13-HPOT) ist eine konjugierte Fettsäure mit einer Hydroperoxid-Funktion und kommt natürlich als biosynthetisches Intermediat (Zwischenprodukt) vor, das durch Oxidation von Linolensäure entsteht. Ein ebenfalls vorkommendes Isomer ist die 9-Hydroperoxy-10,12,15-octadecatriensäure (9-HPOT). Auch Linolsäure bildet analoge Hydroperoxide.

## Vorkommen und Bedeutung

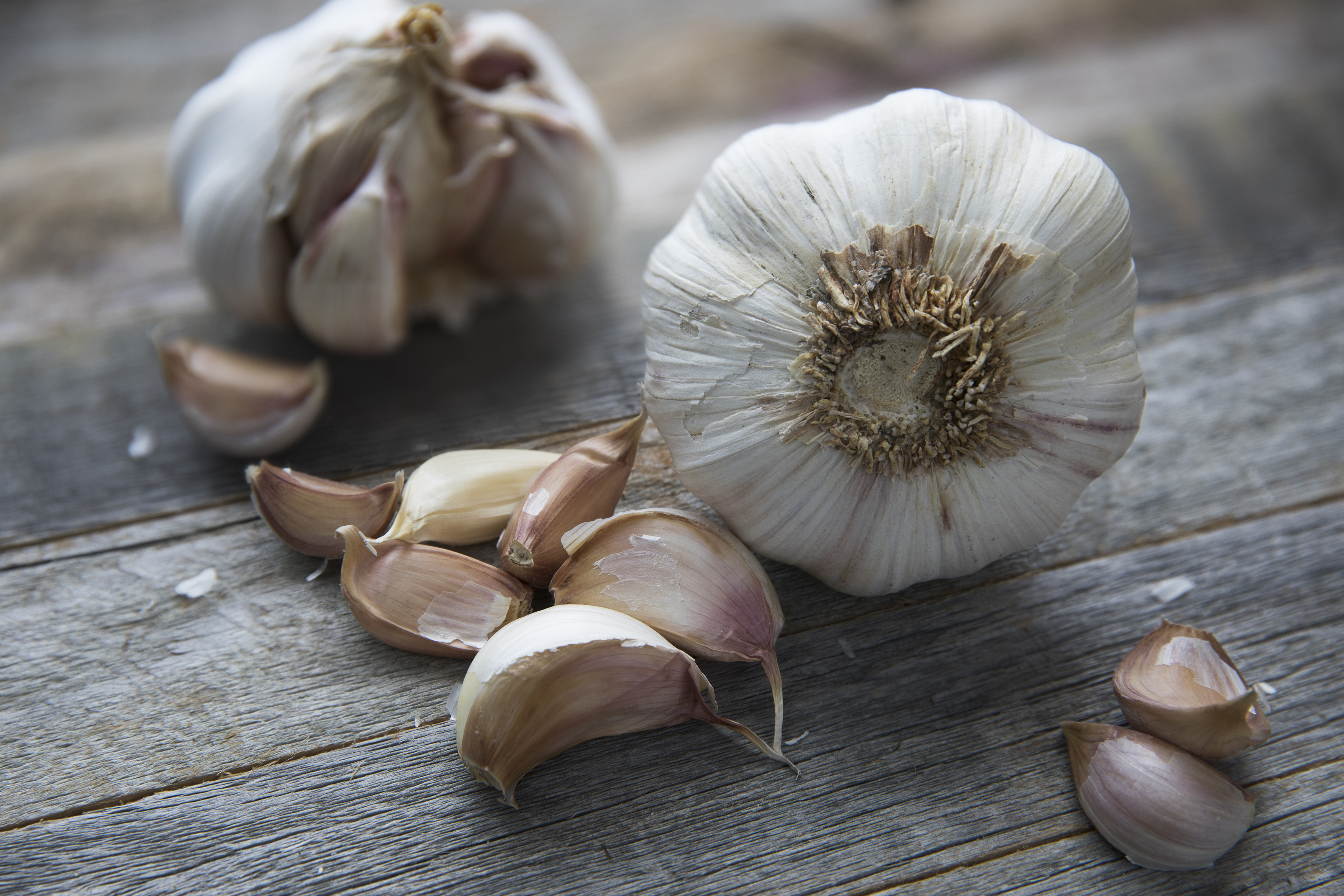
13-HPOT ist ein biosynthetisches Intermediat in Knoblauch

13-HPOT ist ein Intermediat bei verschiedenen biosynthetischen Prozessen in Pflanzen, insbesondere der Bildung von Oxylipinen. Verbindungen, die so gebildet werden, sind unter anderem Hydroxy-Verbindungen, Epoxyhydroxy-Verbindungen, Aldehyde, Ketone und Divinylether. 13-HPOT entsteht durch enzymatische Reaktionen in Pflanzen vor allem in (S)-Konfiguration.
Zwei Verbindung, die eine wichtige Rolle bei der Reaktion von Pflanzen auf Verletzungen spielen und durch eine Hydroperoxid-Lyase  aus 13-HPOT oder der verwandten 13-Hydroperoxy-9,11-octadecadiensäure (13-HODE) gebildet werden, sind das Traumatin und sein Folgeprodukt Traumatinsäure. Daneben entsteht außerdem (E)-2-Hexenal bzw. (Z)-3-Hexenal. In Früchten von Paprika und Tomaten, sowie den Blättern von Arabidopsis thaliana, kommen Hydroperoxid-Lyasen vor, die hochselektiv für 13-HPOT sind und fast keine Aktivität gegenüber 9-HODE aufweisen. In Gurken kommen zwei Hydroperoxid-Lyasen vor, die die beiden Isomere spalten können. In Zuckermelonen (Cucumis melo) kommt eine Hydroperoxid-Lyase vor, die bevorzugt 9-HODE umsetzt, aber auch - langsamer mit den anderen Hydroperoxiden der Linolsäure und Linolensäure reagiert, inklusive 13-HPOT. (S)-13-HPOT ist auch ein Vorläufer der Jasmonate, die durch eine Allenoxid-Synthase gebildet werden. In Knoblauch wird aus 13-HPOT durch eine Divinylethersynthase die Etherolensäure gebildet.

## Biosynthese
Die Verbindung wird durch eine Lipoxygenase aus Linolensäure gebildet.